# Андерс Яхан Ретціус
Андерс Яхан Ретціус (швед. Anders Jahan Retzius; 3 жовтня 1742 — 6 жовтня 1821) — шведський ботанік, міколог, зоолог та хімік.

## Біографія
Андерс Яхан Ретціус народився 3 жовтня 1742 року у Крістіанстаді.
У 1758 році він вступив до Лундського університету, у 1766 році закінчив його із ступенем магістра філософії. Він також був учнем аптекаря. У 1766 році отримав посаду доцента хімії у Лундському університеті, а у 1767 році — доцента природничої історії. У 1777 році Ретціус став екстраординарним професором природничої історії, а згодом працював на кафедрах природної історії, економіки та хімії до свого виходу на пенсію у 1812 році.
У 1782 році Ретціус був обраний членом Шведської королівської академії наук.
Він батько Андреса Адольфа Ретціуса та дід Густава Ретціуса. Його учнями були відомі вчені: ботанік Карл Адольф Агард, зоолог та археолог Свен Нільссон, ботанік та ентомолог Карл Фредрік Фаллен, ентомолог Юхан Вільгельм Цеттерстедт. Він також вплинув на становлення ботаніка Еліаса Магнуса Фріса, який прибув до Лунда, коли Ретціус уже був похилого віку. 
Андерс Яхан Ретціус помер 6 жовтня 1821 року в Стокгольмі.

## Окремі публікації
- Primae Lineae pharmaciae : in usum praelectionum Suecico idiomate . Dieterich, Gottingae 1771 Digital edition [Архівовано 11 вересня 2019 у Wayback Machine.] by the University and State Library Düsseldorf
- Inledning till djur-riket : efter herr archiatern och riddaren Carl von Linnés lärogrunder (1772)
- Observationes botanicae (1778–91)
- Floræ Scandinaviæ prodromus; enumerans: plantas Sveciae, Lapponiae, Finlandiae, Pomeraniae, Daniae, Norvegiae, Holsatiae, Islandiae & Groenlandiae (Stockholm 1779; 2nd edition (1795)
- (edited and revised:) Charles De Geer, Genera et species insectorum, e generosissimi auctoris scriptis extraxit, digessit, quoad portem reddidit, et terminologiam insectorum Linneanam addidit (1783)
- Lectiones publicæ de vermibus intestinalibus (1784)
- Försök til mineral-rikets upställning. (1795)
- (edited and revised:) Carl Linnaeus, Faunae Svecicae a C à Linné inchoatae pars prima sistens mammalia, aves, amphibia et pisces Sueciae quam recognovit, emendavit et auxit (1800).
- Försök til en Flora Oeconomica Sveciae, eller swenska wäxters nytta och skada i hushållningen (1806–07)